# Wang Qianyi
Det här är en artikel om en person med kinesiskt personnamn; Wang är familjenamnet.
Wang Qianyi (kinesiska: 王芊懿), född 16 januari 1997, är en kinesisk konstsimmare. Hennes tvillingsyster Wang Liuyi är också en konstsimmare.

## Karriär
I juli 2017 vid VM i Budapest var Wang en del av Kinas lag som tog guld i fri kombination och silver i det tekniska programmet. I augusti 2018 vid asiatiska spelen i Jakarta var hon en del av Kinas lag som tog guld i lagtävlingen. I juli 2019 vid VM i Gwangju var Wang en del av Kinas lag som tog silver i det tekniska programmet och i fri kombination.
I augusti 2021 var Wang en del av Kinas lag som tog silver i lagtävlingen vid OS i Tokyo. I juni 2022 vid VM i Budapest tog hon guld tillsammans med sin tvillingsyster Wang Liuyi i både det tekniska och det fria lagprogrammet samt var en del av Kinas lag som även tog guld i både det tekniska och fria lagprogrammet.
I juli 2023 vid VM i Fukuoka tog hon silver tillsammans med Wang Liuyi i det fria parprogrammet samt var en del av Kinas lag som tog guld i det fria lagprogrammet. I oktober 2023 vid asiatiska spelen i Hangzhou tog Wang guld tillsammans med Wang Liuyi i partävlingen samt var en del av Kinas lag som även tog guld i lagtävlingen.
I februari 2024 vid VM i Doha tog Wang guld tillsammans med Wang Liuyi i både det fria och tekniska parprogrammet samt var en del av Kinas lag som tog guld i både det akrobatiska och tekniska lagprogrammet. Vid olympiska sommarspelen 2024 i Paris tog hon guld tillsammans med Wang Liuyi i partävlingen samt var en del av Kinas lag som tog guld i lagtävlingen.